# جيرزينيو روزينسترويك
جيرزينيو روزينسترويك (بالإنجليزية: Jairzinho Rozenstruik؛ مواليد 17 مارس 1988) هو مُقاتل فنون قتالية مختلطة سورينامي.

## سجل فنون القتال المختلطة
| السجل المهني |        |         |
| 18 نزال      | 13 فوز | 5 خسارة |
| ضربة قاضية   | 12     | 2       |
| إخضاع        | 0      | 1       |
| قرار القضاة  | 1      | 2       |

## وصلات خارجية
- جيرزينيو روزينسترويك على موقع يو إف سي (الإنجليزية)
- جيرزينيو روزينسترويك على موقع شيردوغ (الإنجليزية)
- جيرزينيو روزينسترويك على موقع Tapology.com (الإنجليزية)